# Spoorvervoer in Catalonië

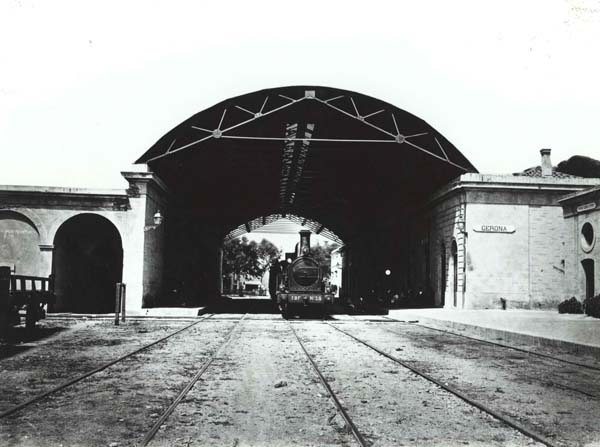
Spoorwegstation van Girona

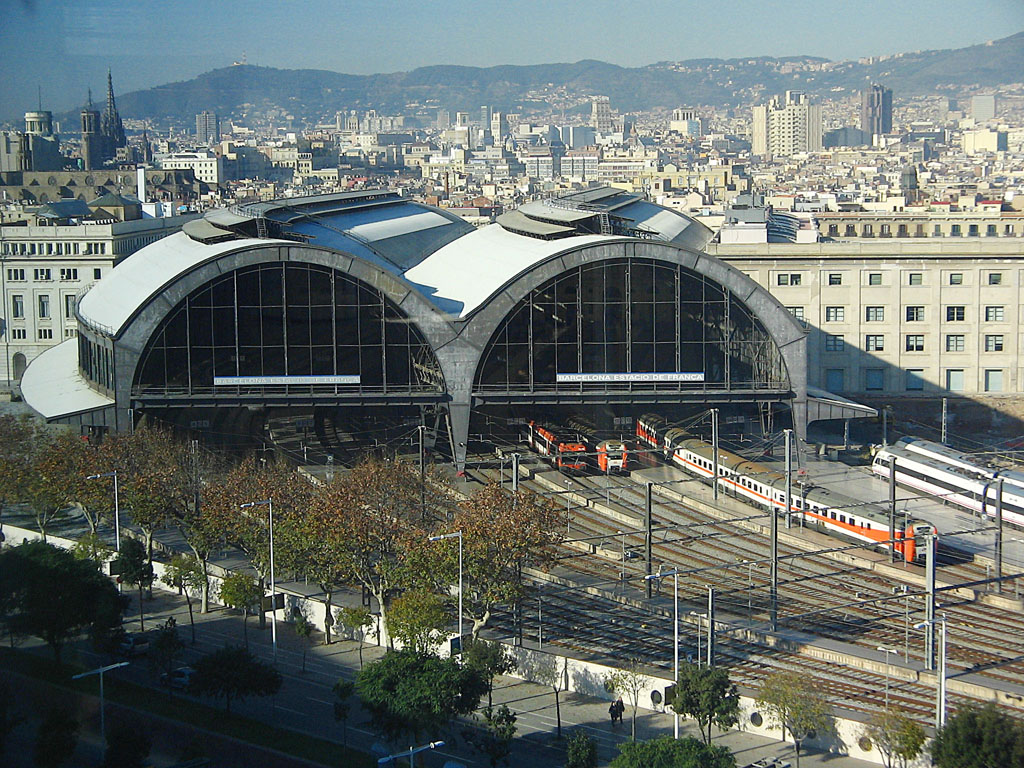
Estació de França

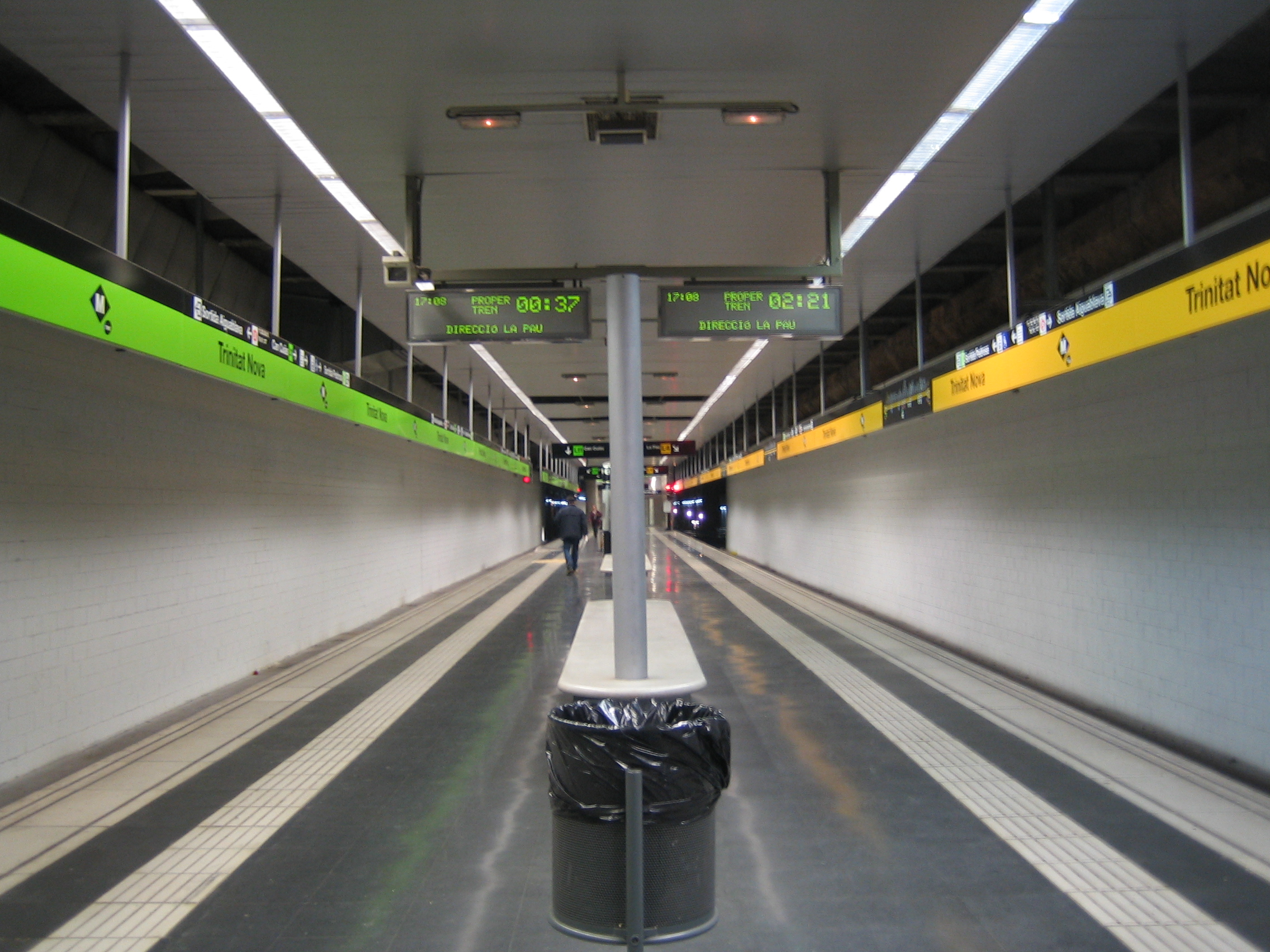
Trinitat Nova-metrostation

Spoorvervoer in Catalonië wordt op drie verschillende spoorwijdten uitgevoerd en beheerd door een divers gezelschap van publieke aanbieders:
- Ferrocarrils de la Generalitat de Catalunya-lijnen (FGC):
  - Metro van Barcelona-lijnen
  - Línia Barcelona-Vallès
  - Línia Llobregat-Anoia
- Breedspoorlijnen (Renfe):
  - Rodalies Barcelona-lijnen
  - Regionale lijnen (Mitjana distància in Catalaans)
  - Lange afstand (Larga distància)
- Transports Metropolitans de Barcelona-lijnen (TMB):
  - Metro van Barcelona
- Tramlijnen:
  - Tramvia Blau (TMB)
  - Tramlijnen (TRAM)
- Hogesnelheidslijn in Catalonië (Renfe)
  - AVE-lijnen (in normaalspoor)
  - Hogesnelheidstreinen (in breedspoor)
- Kabelspoorwegen en kabelbanen in Catalonië (Funiculars i telefèrics de Catalunya)

## Transportautoriteiten

Catalan transport authorities map.

Vervoersautoriteiten zijn vrijwillige coöperaties, verantwoordelijk voor de coördinatie van het openbaar vervoer in Catalonië. Tegenwoordig zijn dat er vier :
- Autoritat del Transport Metropolità (ATM) in het stedelijk gebied van Barcelona (Barcelona en delen van de provincies Tarragona en Girona).
- Autoritat Territorial de la Mobilitat del Camp de Tarragona (ATM Camp de Tarragona) in de regio Camp de Tarragona.
- Autoritat Territorial de la Mobilitat de l'Àrea de Lleida (ATM Àrea de Lleida) in sommige delen van de regio Lleida.
- Autoritat Territorial de la Mobilitat de l'Àrea de Girona (ATM Àrea de Girona) ) in sommige delen van de regio Comarques Gironines.
- Gepland:
  - Autoritat Territorial de la Mobilitat de les Comarques Centrals (ATM Comarques Centrals) in de regio Comarques Centrals.

## Rodalies Barcelona

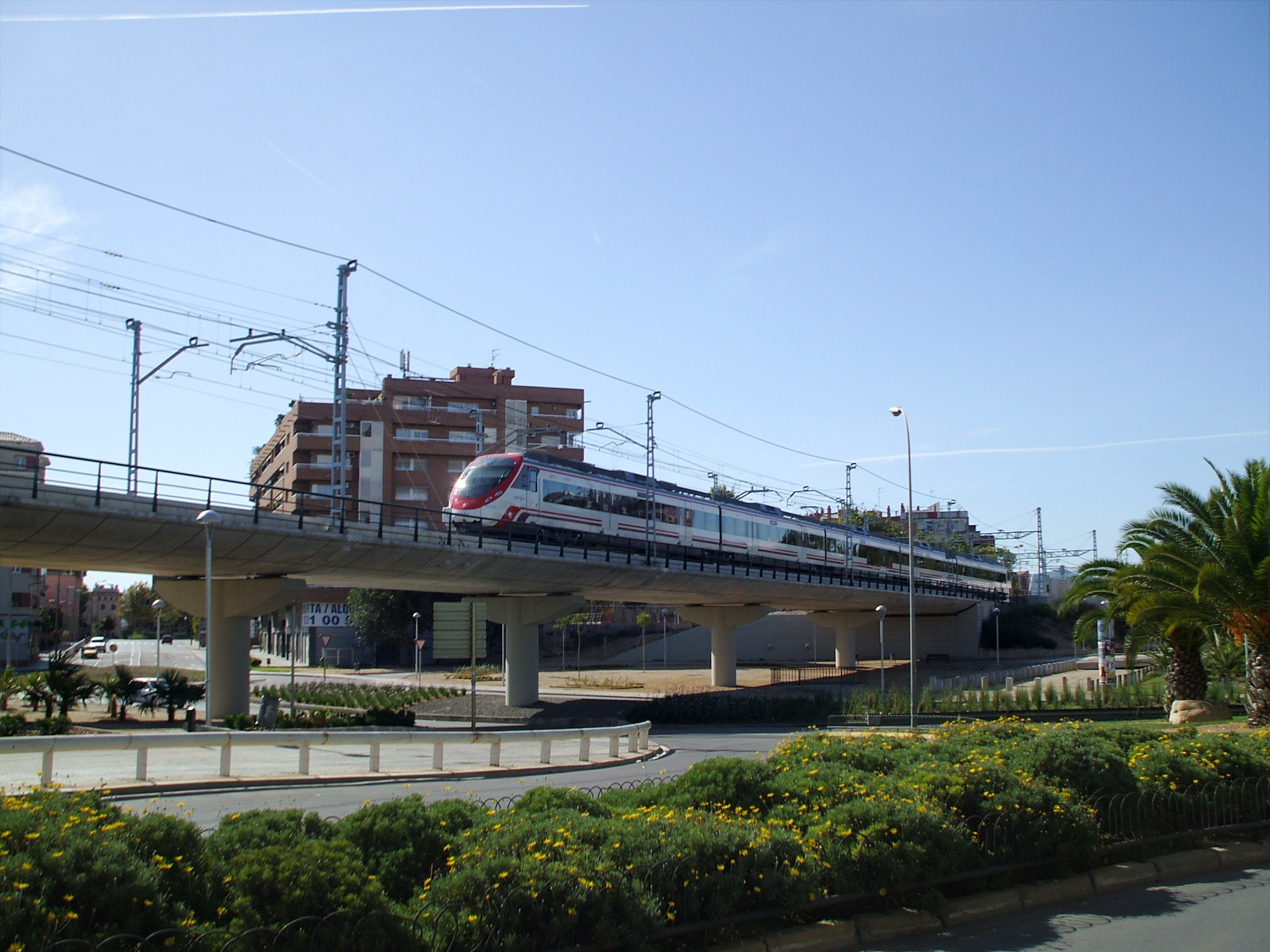
De nieuwe ingang van station Cornellà

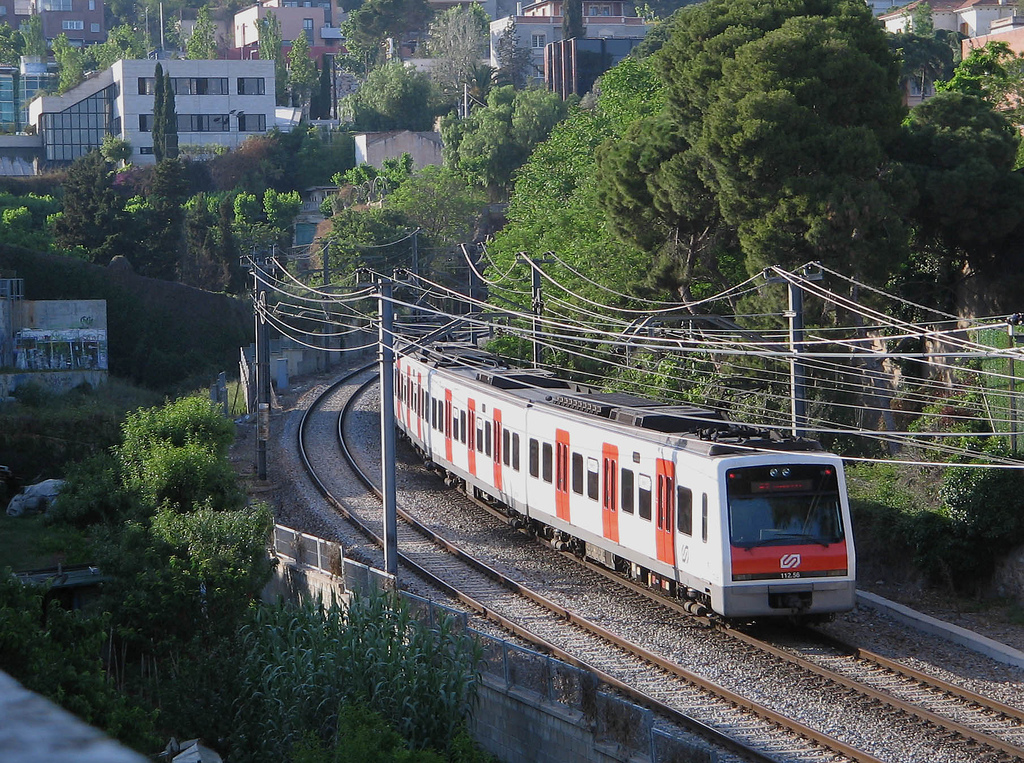
112 FGC trein

Rodalies Barcelona   het belangrijkste element in het stedelijk gebied van Barcelona en in sommige delen van Girona en Tarragona voor het vervoer per spoor.
Er zijn 15 lijnen (R1-R2-R3-R4-R7-R10-S1-S2-S5-S55-S1-S8-S33-R5-R6) uitgevoerd door:
- Renfe Operadora : 6 lijnen (breedspoor)[2].
  -  Molins de Rei - L'Hospitalet de Llobregat - Mataró - Blanes - Maçanet-Massanes (via Estació de Plaça de Catalunya)
  -  St. Vicenç Calders - Vilanova i la Geltrú - Castelldefels - Granollers Centre - St Celoni - Maçanet-Massanes (via Bcn Passeig de Gràcia)
  -  L'Hospitalet de Llobregat - Vic - Ripoll - Puigcerdà - La Tor de Querol (via Barcelona Plaça Catalunya)
  -  Sant Vicenç de Calders - Vilafranca del Penedès - Martorell - Terrassa - Manresa (per via Barcelona Plaça Catalunya)
  -  L'Hospitalet de Llobregat - Martorell (via Cerdanyola-Universitat en Barcelona Plaça Catalunya)
  -  Estació de França - vliegveld (via Passeig de Gràcia)
- Ferrocarrils de la Generalitat de Catalunya : 4 lijnen (normaalspoor) 5 lijnen (metrischspoor)[3].
  - FGC Línia Barcelona-Vallès:
    -  Barcelona Plaça Catalunya - Terrassa-Rambla
    -  Barcelona Plaça Catalunya - Sabadell-Rambla
    -  Barcelona Plaça Catalunya - Rubí
    -  Barcelona Plaça Catalunya - Universitat Autònoma

  - FGC Línia Llobregat-Anoia:
    -  Barcelona Plaça Espanya - Can Ros
    -  Barcelona Plaça Espanya - Olesa de Montserrat
    -  Barcelona Plaça Espanya - Martorell Enllaç
    -  Barcelona Plaça Espanya - Manresa
    -  Barcelona Plaça Espanya - Igualada

## Middellange afstand

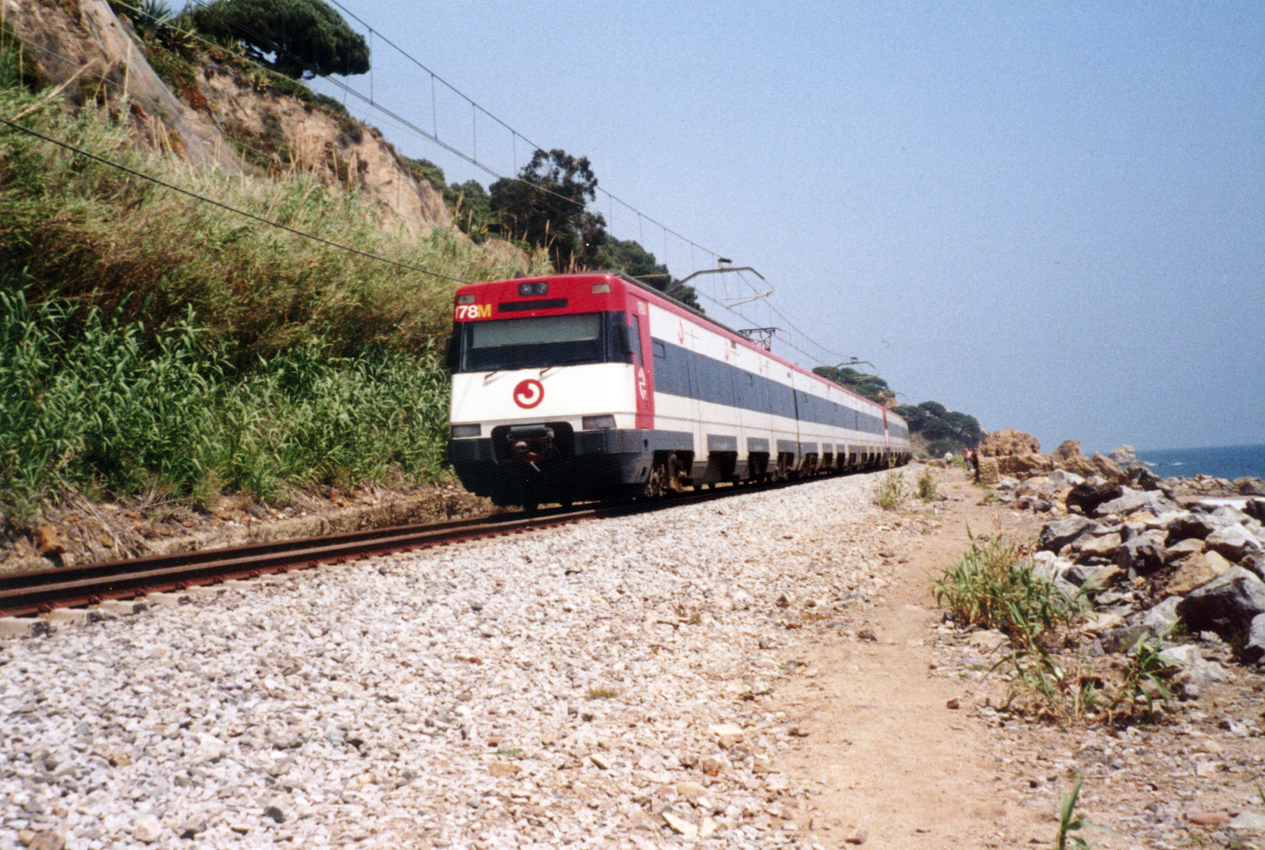
Lijn 1-trein tussen Calella en Sant Pol de Mar

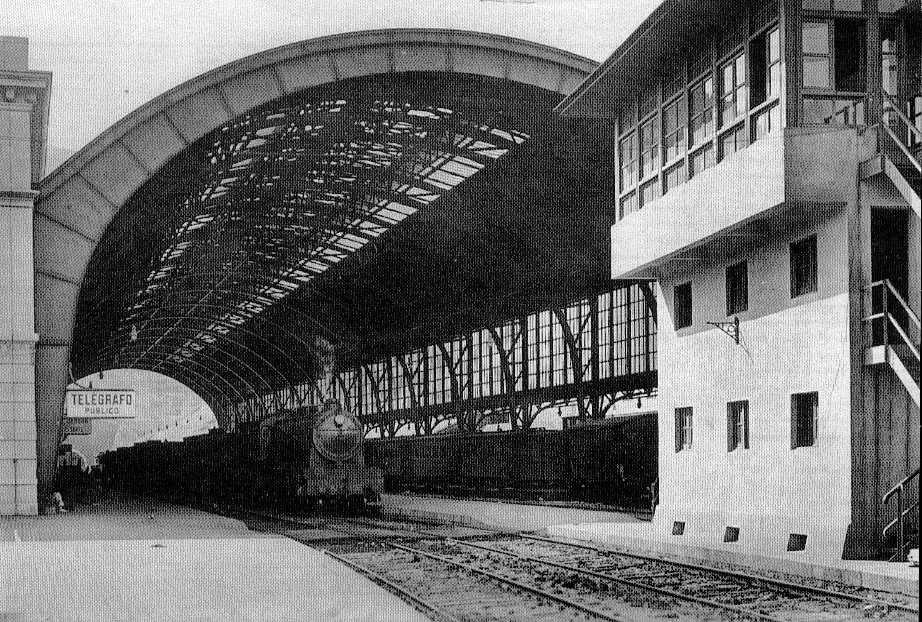
Portbou-spoorwegstation

Mitjana distància of Media distancia Renfe (in Catalaans of Castiliaans ) (ook wel Catalunya Exprés: Ca-lijnen) heeft 9 lijnen (Ca1-Ca2-Ca3-Ca4-Ca5-Ca6-Ca7-R43-L7). Deze lijnen gaan allemaal door de vier Catalaanse provincies en sommige gaan ook naar Zaragoza (Aragón) en Castelló de la Plana en Valencia in País Valencià. De uitvoerders zijn
- Renfe Operadora: 8 lijnen (breedspoor) en een normaalspoor[4]:
  -  Barcelona - Tarragona - Salou - Tortosa (met vertakkingen naar Vinaròs en València-Nord)[noot 1]
  -  Barcelona - Girona - Figueres - Portbou - Cerbère (Frankrijk)
  -  Barcelona - Tarragona - Reus - Riba-Roja d'Ebre (met vertakkingen naar Caspe en Zaragoza-Delicias)
  -  Barcelona - Lleida-Pirineus
    -  door Montblanc (via Reus)
    -  door Montblanc (via Valls).
    -  door Manresa en Cervera.

  -  Barcelona - Puigcerdà Latour-de-Carol (Frankrijk)[noot 2]
  -  Barcelona - Caspe - Zaragoza-Delicias
  -  Lleida-Pirineus - Monzón - Zaragoza-Delicias
  -  Tortosa - L'Aldea-Amposta - València Noord
  - Avant Barcelona Sants - Camp de Tarragona - Lleida-Pirineus
- Ferrocarrils de la Generalitat de Catalunya: Lleida - La Pobla de Segur línia is een oude RENFE-lijn welke op 1 januari 2005 overgenomen is door FGC.
  -  Lleida-Pirineus - Balaguer - Tremp - La Pobla de Segur[noot 3]

## Lange afstand

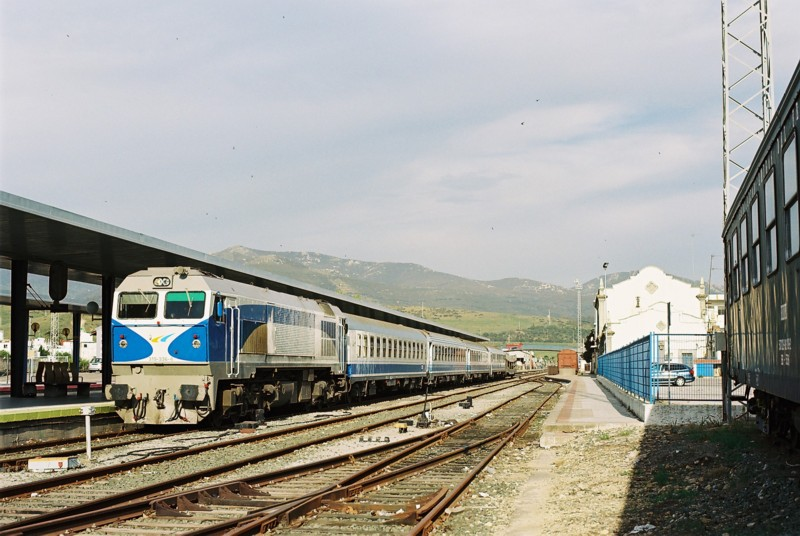
Estrella-trein

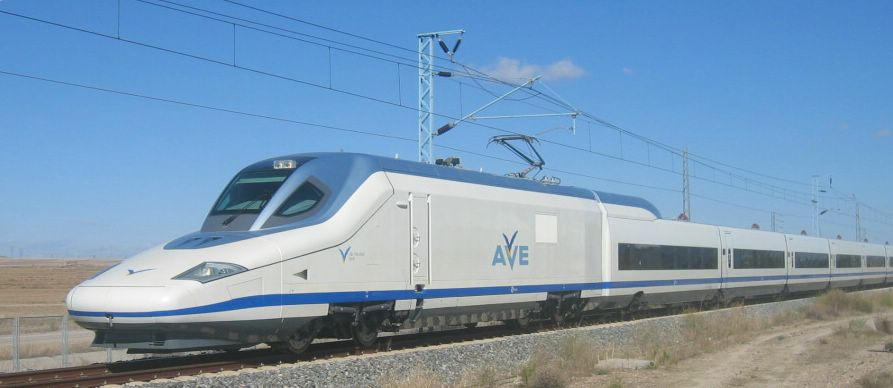
Talgo 350 - AVE

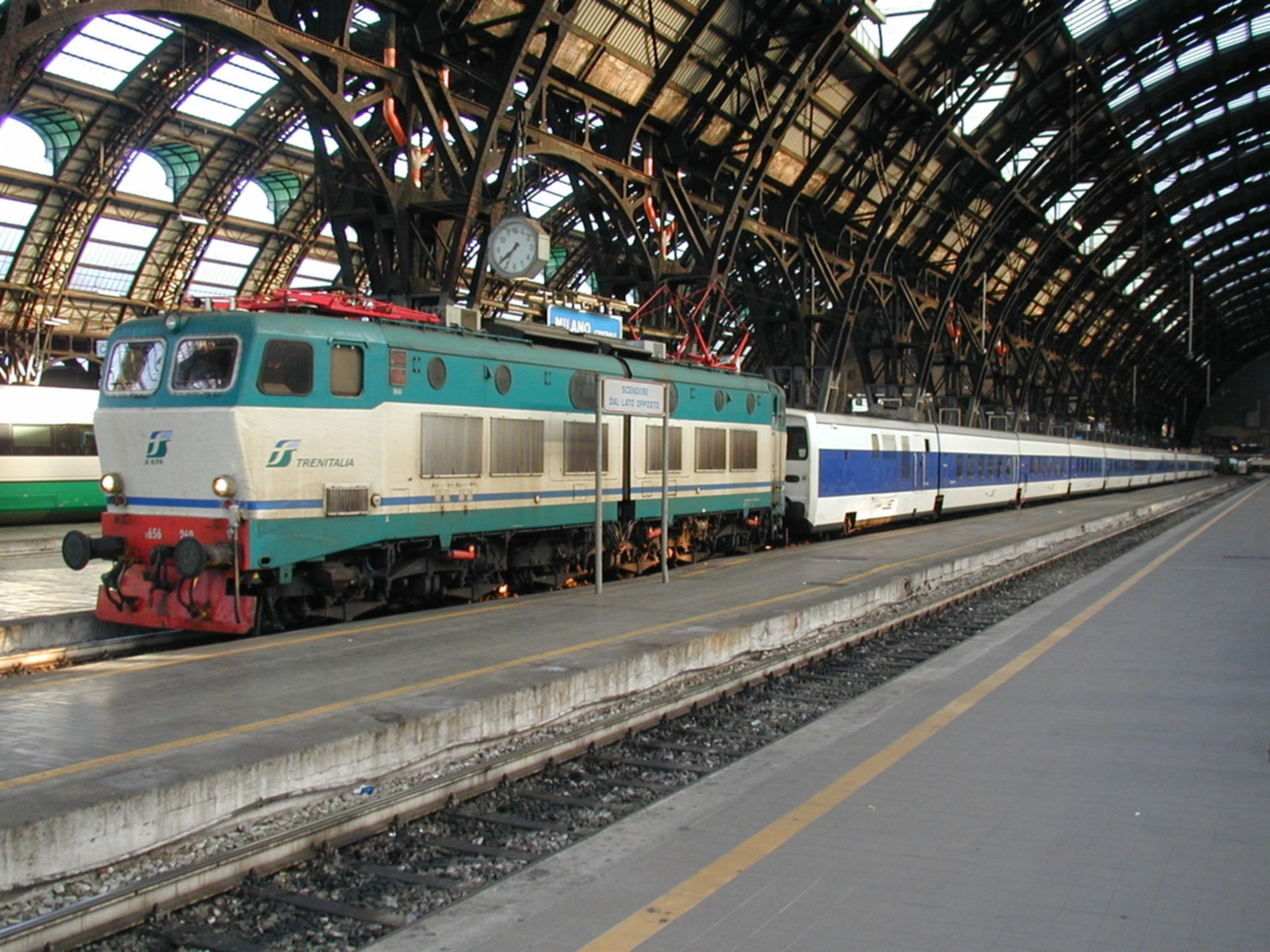
Trenhotel Salvador Dalí

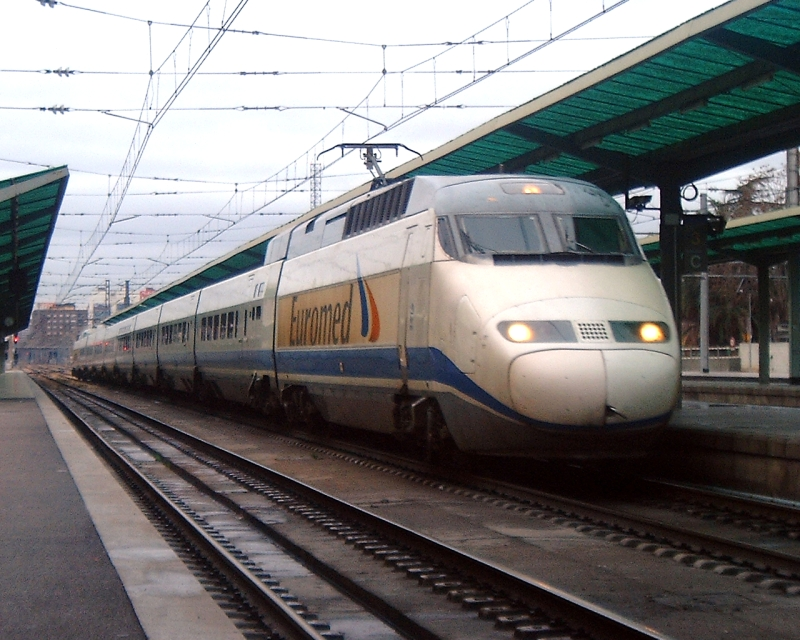
Euromed naar València Noord-station

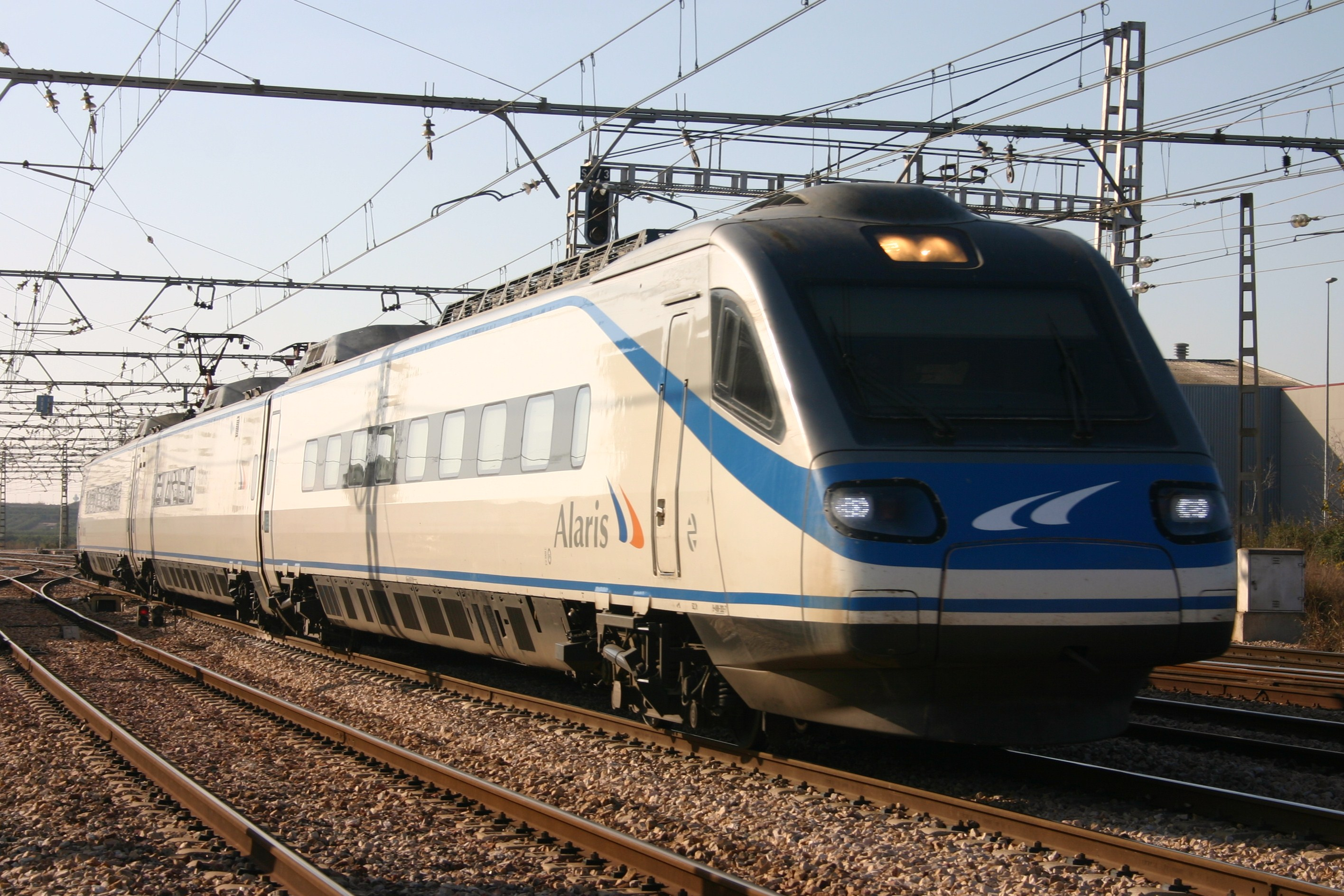
Alaris naar Silla (València).

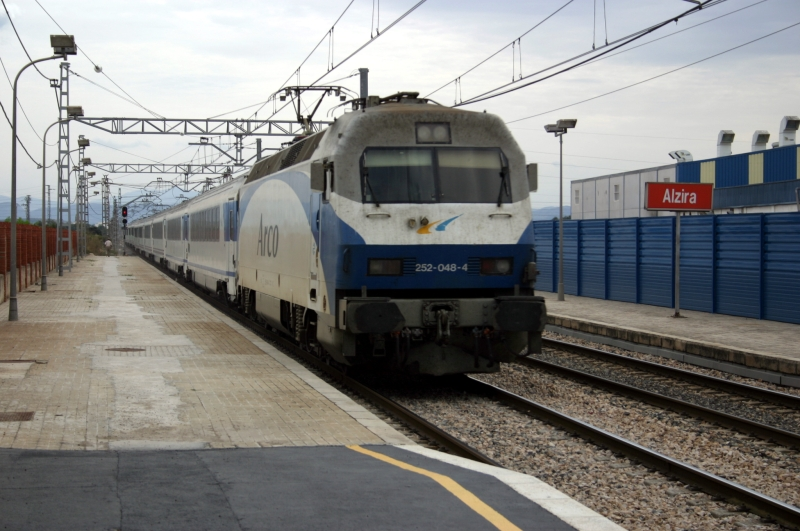
Arco García Lorca naar Alzira (València).

Llarga distància of Larga distancia (Catalaans of Castiliaans)  zijn Renfelijnen die gebruikmaken van andere Renfe-lijnen, middellange afstand of Rodalies, en Catalonië verbindt met andere Spaanse of Europese steden. Sommige daarvan zijn hogesnelheidslijnen.
- Estrella (120 km/h):
  - Costa Brava: Madrid Chamartín · Alcalá de Henares · Guadalajara · Sigüenza · Arcos de Jalón · Calatayud · La Puebla de Híjar · Casp · Flix · Móra la Nova · Reus · Tarragona · Sant Vicenç de Calders · Barcelona Sants · Granollers Centre · Caldes de Malavella · Girona · Flaçà · Figueres · Llançà · Portbou · Cerbère
  - Galicia: Barcelona Sants · Tarragona · Reus · Lleida-Pirineus · Montsó-Riu Cinca · Zaragoza-Delicias · Tudela de Navarra · Castejón de Ebro · Logronyo · Burgos · Palència · Lleó · Astorga · Ponferrada · O Barco de Valdeorras · A Rúa-Petín · San Clodio-Quiroga · Monforte de Lemos
    - La Corunya-tak: Sarria · Lugo · Curtis · Betanzos-Infesta · A Coruña-San Cristóbal
    - Vigo tak: Ourense-Empalme · Guillarei · O Porriño · Redondela de Galícia · Vigo

  - Pío Baroja: Barcelona Sants · Tarragona · Reus · Lleida-Pirineus · Montsó-Riu Cinca · Zaragoza-Delicias >
    - Bilbao-tak: Tudela de Navarra · Castejón de Ebro · Calahorra · Logronyo · Miranda de Ebro · Llodio · Bilbao-Abando
    - Asturias-tak: Tudela de Navarra · Castejón de Ebro · Calahorra · Logronyo · Miranda de Ebre · Burgos · Palència · Sahagún · Lleó · Pola de Lena · Mieres-Puente · Oviedo · Gijón-Jovellanos · Gijón-Cercanías
    - Hendaia branch: Tudela de Navarra · Castejón de Ebro · Tafalla · Pamplona · Alsasua · Zumárraga · Beasaín · Tolosa · Sant Sebastià · Irun · Hendaia
    - Salamanca-tak: Tudela · Castejón de Ebro · Calahorra · Logronyo · Miranda de Ebro · Burgos · Palència · Valladolid-Campo Grande · Medina del Campo · Cantalapiedra · Salamanca
- Talgo
  - Català Talgo: Barcelona Sants - Montpeller-Saint Roch
  - Mare Nostrum: Cartagena/Llorca - Montpeller-Saint Roch
  - Miguel de Unamuno: Barcelona Sants - Baskenland/Salamanca
  - Barcelona Sants - Llorca
  - Barcelona Sants - Múrcia
- Alvia
  - Barcelona-Sants · Camp de Tarragona · Lleida Pirineus · Zaragoza-Delicias · Tudela · Castejón de Ebro · Tafalla · Pamplona · Vitoria-Gasteiz · Miranda de Ebro · Burgos · Palencia · Sahagún · León · Astorga · Bembibre · Ponferrada · O Barco de Valdeorras · A Rua-Petín · San Clodio-Quiroga · Monforte de Lemos · Ourense-Empalme · O Porriño · Redondela · Vigo
- Trenhotel
  - Antonio Machado: Barcelona-Sants · Tarragona · València-La Font de Sant Lluís · Còrdoba Central · Sevilla-Santa Justa · Jerez de la Frontera · El Puerto de Santa María · Cadis
  - Gibralfaro:
    - ruta Màlaga: Barcelona Sants · Tarragona · Salou · Vinaròs · Castelló de la Plana · València-Nord · Almansa · Albacete · Alcázar de San Juan · Linares-Baeza · Espeluy · Andújar · Còrdova Central · Montilla · Puente Genil · Bobadilla · Màlaga-María Zambrano
    - ruta Granada: Barcelona Sants · Tarragona · Salou · Vinaròs · Castelló de la Plana · València-Nord · Almansa · Albacete · Alcázar de San Juan · Linares-Baeza · Jódar-Úbeda · Moreda · Iznalloz · Granada

  - Joan Miró: Station Barcelona Estació de França · Girona · Figueres · Limoges · Orléans-Les Aubrais · París Austerlitz
  - Pau Casals: Barcelona Estació de França · Girona · Figueres · Perpignan · Genève · Lausanne · Bern · Zurich Centraal
  - Salvador Dalí: Barcelona Estació de França · Girona · Figueres · Perpignan · Torí Porta Susa · Milaan Centraal
- Euromed (220 km/h):
  - Barcelona - Alacant: Sagrera (2010) · Barcelona Sants · Tarragona · Castelló de la Plana · València-Nord · Alacante Terminal
- Alaris (160–200 km/h) (490 of 120 Renfe materiaal):
  - Barcelona - València: Barcelona Estació de França · Barcelona Sants · Tarragona · Salou · L'Aldea-Amposta-Tortosa · Vinaròs · Benicarló-Peníscola · Orpesa del Mar · Benicàssim · Castelló de la Plana · Sagunt · València-Nord
  - Barcelona - Alicante: (Estacions Alaris: Barcelona - València) · Alacant Terminal
- Arco (200 km/h):
  - García Lorca: Barcelona Sants · Sant Vicenç de Calders · Tarragona · Salou · L'Aldea-Amposta-Tortosa · Vinaròs · Benicarló-Peñíscola · Castelló de la Plana · València-Nord · Xàtiva · Albacete · Villarrobledo · Socuéllamos · Alcázar de San Juan · Extremadura / Almería / Granada / Sevilla / Màlaga

### AVE

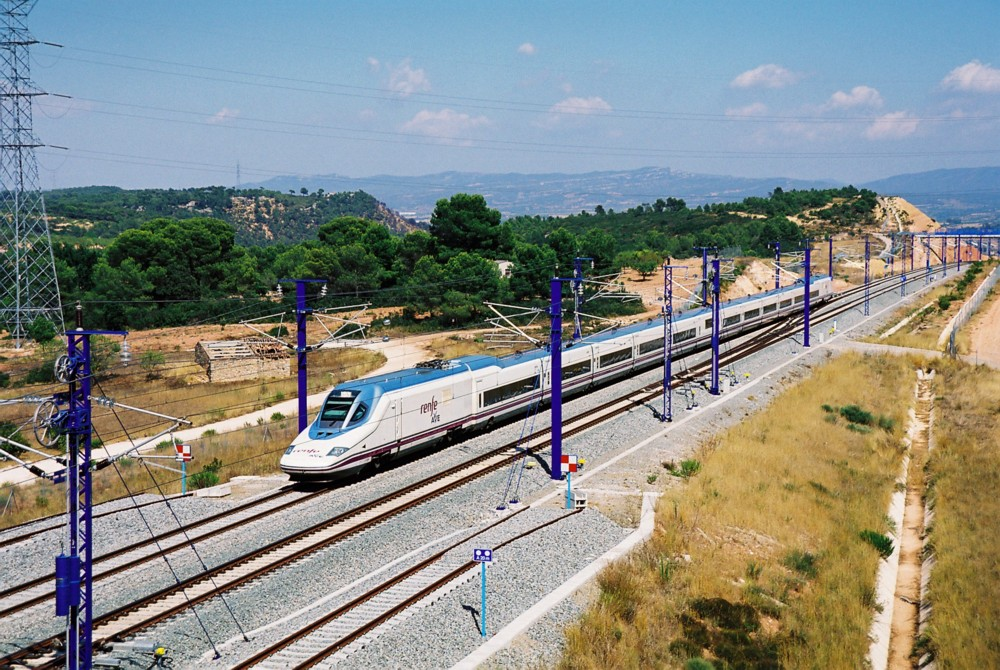
102-014 materiaal in Montblanc station

Hogesnelheidslijn worden gereden door Renfe in een commerciële tak genaamd AVE. Deze lijnen rijden over nieuwe normaalspoor-spoorwegen.
- (103 Renfe stock)
  - Barcelona Sants - Zaragoza-Delicias: via Lleida-Pirineus, el Camp de Tarragona.
  - Barcelona Sants - Madrid-Puerta de Atocha
  - Barcelona Sants - Málaga-María Zambrano
  - Barcelona Sants - Sevilla-Santa Justa

### Spoorbreedte
De meeste sporen in Catalonië zijn breedspoor, zoals in andere delen van Spanje, en de nieuwe spoorwegen worden aangelegd in normaalspoor, zodat ze aansluiten op het Europees spoorwegennet. Daarom zijn er stations waar treinen van spoorbreedte kunnen wisselen. Op dit moment zijn er maar twee stations in Catalonië waar dit mogelijk is:
- Portbou: Talgo-systeem.
- Roda de Barà: Talgo- en Brava-CAF-systemen.

## Stedelijke spoorwegen

Barcelona-metrokaart

Er zijn elf stedelijke lijnen in de metropool Barcelona (L1-L2-L3-L4-L5-L6-L7-L8-L9-L10-L11) beheerd door:
- Transports Metropolitans de Barcelona: 7 ondergrondse lijnen, waarvan een in oude Spaanse breedspoor (line 1), de andere hebben normaalspoor.
  -  (Geopend in 1926 genaamd Ferrocarril Metropolità Transversal de Barcelona) Hospital de Bellvitge - Fondo
  -  (Geopend in 1995) Paral·lel - Pep Ventura
  -  (Geopend in 1924 genaamd Gran Metropolità de Barcelona) Zona Universitària - Trinitat Nova
  -  (Geopend in 1973) Trinitat Nova - La Pau
  -  (Geopend in 1969) Cornellà Centre - Horta
  -  (Lijn 9 geopend gedeeltelijk in september 2009 en geheel in 2014) Aeroport-Terminal sud - Can Zam
  -  (Lijn 9-aftakking) Zona Franca ZAL - Gorg
  -  (Geopend in 2003) Trinitat Nova - Can Cuiàs
- Ferrocarrils de la Generalitat de Catalunya:
  - Metro del Vallès:
    -  (Geopend in 1863) Plaça Catalunya - Reina Elisenda.
    -  (Geopend in 1954) Plaça Catalunya - Avinguda Tibidabo.

  - Metro del Baix Llobregat:
    -  (Geopend in 1912) Plaça Espanya - Molí Nou-Ciutat Cooperativa.

| Naam | Kleur      | Eindstation 1         | Eindstation 2     | Geopend | Eerste dienst | Uitvoerder | Km   | Stations | Tijd (m) | Spoorbreedte (mm) |
| ---- | ---------- | --------------------- | ----------------- | ------- | ------------- | ---------- | ---- | -------- | -------- | ----------------- |
| L1   | Rood       | Hospital de Bellvitge | Fondo             | 1926    | 1926          | TMB        | 20'7 | 30       | 35       | 1674              |
| L2   | Paars      | Paral·lel             | Pep Ventura       | 1995    | 1959          | TMB        | 13'5 | 17       | 24       | 1435              |
| L3   | Groen      | Zona Universitària    | Trinitat Nova     | 1924    | 1924          | TMB        | 18'5 | 26       | 36       | 1435              |
| L4   | Geel       | Trinitat Nova         | La Pau            | 1973    | 1926          | TMB        | 16'7 | 22       | 36       | 1435              |
| L5   | Blauw      | Cornellà Centre       | Horta             | 1959    | 1959          | TMB        | 16'6 | 23       | 37       | 1435              |
| L6   | Wit        | Plaça Catalunya       | Reina Elisenda    | 1929    | 18634         | FGC        | 5'2  | 9        | 14       | 1435              |
| L7   | Bruin      | Plaça Catalunya       | Avinguda Tibidabo | 1954    | 18634         | FGC        | 4'63 | 7        | 10       | 1435              |
| L8   | Roze       | Plaça Espanya         | Molí Nou-C.C.     | 2000    | 1912          | FGC        | 12   | 11       | 21       | 1000              |
| L9   | Oranje     | Terminal D            | Can Zam           | 2009-14 | -             | TMB        | 47'8 | 39 (51)  | -        | 1435              |
| L10  | Cyaan      | Gorg                  | Polígon Pratenc   | 2009-14 | -             | TMB        | -    | 32       | -        | 1435              |
| L11  | Lichtgroen | Trinitat Nova         | Can Cuiàs         | 2003    | 2003          | TMB        | 2'1  | 5        | 6        | 1435              |

## Gebieden
Tegenwoordig zijn er 32 comarca's met een of andere dienst, 14 van deze hebben Rodalies Barcelona- en/of FGC-diensten. Er zijn ook comarca's die middellange- en langeafstandsstations hebben en er zijn 9 comarca's zonder treindiensten.
comarca's (rodalies en/of middellang en/of lang):
- Alt Penedès
- Anoia
- Bages
- Baix Llobregat
- Baix Penedès
- Baixa Cerdanya
- Barcelonès
- Garraf
- Maresme
- Osona
- Ripollès
- Selva
- Vallès Occidental
- Vallès Oriental

comarca's (middellang of lang):
- Alt Camp
- Alt Empordà
- Baix Camp
- Baix Ebre
- Conca de Barberà
- Garrigues
- Gironès
- Montsià
- Noguera
- Pallars Jussà
- Pla d'Urgell
- Priorat
- Ribera d'Ebre
- Segarra
- Segrià
- Tarragonès
- Terra Alta
- Urgell

comarca's zonder treindienst:
- Alt Urgell
- Alta Ribagorça
- Baix Empordà
- Berguedà
- Garrotxa
- Pallars Sobirà
- Pla de l'Estany
- Solsonès
- Vall d'Aran

## Voetnoten
1. ↑  In Barcelona starten alle treinen in Estació de França, Sant Andreu Comtal of Barcelona Sants.
2. ↑  Deze lijn werd overgenomen door U.N. Rodalies en men overweegt nu een Lijn R3 (Rodalies Barcelona) uitbreiding.
3. ↑  Deze lijn werd overgenomen door FGC maar uitvoerder is Renfe Operadora. Bron: (es)  Ministeri de Foment. «Traspàs de la línia de la Pobla de Segur».Nota del traspàs (pdf)